# شون فورمان (لاعب كرة قدم أمريكية)
شون فورمان (بالإنجليزية: Shawn Foreman)‏ هو لاعب كرة قدم أمريكية أمريكي، ولد في 3 يونيو 1975 في تشيسابيك في الولايات المتحدة.